# Rafael Molano
Rafael Molano Olarte (Santa Rosa de Viterbo, Boyacá, Colombia; 21 de octubre de 1923-Bogotá, Colombia; 20 de agosto de 2014) fue un empresario colombiano, Cofundador de la compañía Productos Ramo.
Molano inició su empresa de manera artesanal junto con su esposa Ana Lucía Camacho en 1950. Posteriormente, en 1964, recibió un impulso económico bancario que le permitió producir a escala industrial su principal producto por aquel entonces, el Ponqué Ramo, y crear nuevos productos. El éxito le permitió abrir plantas en Antioquia (1967), Cundinamarca (1969) y en el Valle del Cauca (1979).
En 2012, Molano fue reconocido por la firma Ernst & Young como uno de los emprendedores más importantes de Colombia.
Rafael Molano falleció el 20 de agosto de 2014 en la Clínica El Country, en Bogotá.